# Чети по устните ми
„Чети по устните ми“ (на френски: Sur mes lèvres) е френски игрален филм от 2001 година на режисьора Жак Одиар. Във филма взимат участие Венсан Касел и Еманюел Дево.

## Сюжет
Внимание:  Текстът по-долу разкрива сюжета на произведението (или части от него)!
Карла (Еманюел Дево) е самотна млада жена, потискана от липсата на уважение от приятелите и колегите си. Тя работи като секретарка в бизнес офис и има проблеми със слуха, които решава с носенето на слухов апарат и умението и да чете по устните. Като сътрудник в офиса кандидатства бившия затворник – Пол (Венсан Касел). Въпреки първоначалното лошо впечатление Пол бива назначен на длъжността. Двамата с Карла постепенно се сприятеляват и започват да си помагат. Карла го принуждава да открадне важен документ от неин колега, а Пол използва умението и да чете по устните за да организира голям обир. След криминална развръзка двамата успяват да избягат с парите и филмът завършва със страстна целувка по между им.

## В ролите
| Изпълнител    | Роля       |
| ------------- | ---------- |
| Венсан Касел  | Пол Анжели |
| Еманюел Дево  | Карла Бем  |
| Оливие Гурме  | Маршан     |
| Оливиа Бонами | Ани        |